# Challenger Pro League
La Challenger Pro League è il secondo livello professionistico del campionato belga di calcio.
Già nota in francese come Division 2 e in olandese come Tweede klasse, dalla riforma del 2016 era chiamata Division 1-B.

## Storia

### 1896-1897: Campionato per riserve
Dopo la creazione del campionato di prima divisione, la federcalcio belga ha organizzato a partire dalla stagione 1896-1897 un campionato per le squadre di riserva. A partire dalla stagione successiva, il campionato conosciuto come Division 2, pur rstando un campionato per squadre di riserva, ha ammesso la partecipazione di altre squadre che non avessero una squadra militante nella massima divisione. Il campionato, organizzato per zone geografiche e concluso da una finale, vedeva giocare così le migliori squadre delle varie regioni e le squadre riserva della prima divisione. Col passare del tempo e con la nascita di nuove squadre sono state introdotte nuove competizioni a livello provinciale e regionale per decretare l'ingresso nella seconda divisione.

### 1900-1901: Seconda divisione "ufficiosa"
A partire dalla stagione 1900-1901 la Division 2 resta un campionato ufficioso, ovvero la squadra detentrice del titolo non è riconosciuta a livello nazionale dalla federazione e di fatto solo la prima divisione, denominata Division d'Honneur, è riconosciuta come competizione ufficiale.
Il secondo livello venne diviso in Division 1 e Division 2. La Division 2 continua a vedere opporsi le migliori squadre a seconda della loro zona geografica oltre alle squadre di riserva delle partecipanti alla Division d'Honneur. In seguito, la Division 1 vede opporsi le migliori squadre della Division 2 che hanno vinto nelle rispettive zone.

### 1905-1906: Promozione ufficiale
A partire dal campionato 1905-1906, la federazione introduce un importante cambiamento: il principio di retrocessione dalla Division d'Honneur e di promozione dalla Division 1. Secondo il sistema applicato ormai da diverse stagioni, la promozione restò la fase finale successiva alla Division 2. Il vincitore della Division 1 aveva il diritto di accedere alla Division d'Honneur a patto che la squadra non fosse una squadra riserva. Per le successive quattro stagioni tuttavia non si ebbe un vero e proprio secondo livello del calcio belga.

### 1909-1910: Nasce il secondo livello nazionale
A partire dalla stagione 1909-1910 venne creato un secondo livello del campionato belga di calcio,denominato Promotion il cui primo detentore ufficiale divenne il Racing Mechelen. Al termine della stagione 1922-1923 la federcalcio decise di dividere il campionato in Promotion A e Promotion B.

### 1926-1927: Nuova denominazione
A partire dalla stagione 1926-1927, la seconda divisione tornò ad essere un campionato unico e ricevette il nome di Division 1. Durante questa stagione nacque anche la terza divisione del campionato belga che prese il nome di Promotion. Dopo la stagione 1931-1932, la Division 1 fu nuovamente divisa in due gironi chiamati Division 1A e Division 1B.

### 1952-1953: LaDivision 2e il campionato unico
Fu soltanto all'inizio della stagione 1952-1953 che la seconda divisione calcistica belga venne riunificata definitivamente e prese il nome ufficiale di Division 2.
In occasione della stagione 1974-1975 vennero apportate delle modifiche tra le quali ci fu l'introduzione di una fase finale per decretare la seconda squadra avente diritto alla promozione in Pro League. Le fasi finali vedevano opporsi la seconda classificata del campionato e tre delle cosiddette vainqueurs de période (letteralmente "vincitrici del turno"). In effetti, a partire dal 1974 ogni stagione vede tre classifiche distinte oltre alla classifica di fine campionato, una che va dalla prima alla decima giornata, una che va dall'undicesima alla ventesima e una che va dalla ventunesima fino alla fine della stagione. Questi tre turni, conosciuti come tranches in Belgio, vennero introdotti anche nella terza e quarta serie del campionato belga al termine della stagione 1992-1993.

### 2006-2007: Il caso Geel-Namur
Alla fine della stagione 2006-2007, un contenzioso ha opposto la federcalcio belga, il K.F.C. Verbroedering Geel e l'Union Royale Namur, club militanti in terza divisione. Alla fine del campionato il Geel aveva battuto il Namur nello spareggio per la promozione in seconda divisione. Il Geel tuttavia aveva ottenuto la licenza in appello, invece che di prima istanza. Per essere promosso però in seconda serie, il Namur ha fatto ricorso ad un tribunale civile che ha annullato la sentenza che consegnava la licenza alla squadra fiamminga, ma non ha assegnato il posto vacante al Namur. A causa di questa decisione il campionato di seconda divisione 2007-2008 è partito a diciassette squadre.
Il tribunale di prima istanza di Namur, su proposta proprio del club vallone, ha deciso il 7 settembre 2007 di sospendere i campionati di seconda e terza divisione. Per risolvere il problema, la federazione calcistica belga ha deciso di ammettere in seconda divisione entrambe le società pretendenti, ma per fare questo bisognava sottoporre la decisione alle altre società calcistica militanti nel campionato.
Il 12 settembre le squadre di seconda e terza serie si riuniscono in due sale. Frattanto, la federcalcio propone di mantenere il Geel in terza divisione e di far promuovere il Namur in Tweede Klasse. L'offerta non è negoziabile per il Namur, se non accetta di essere promosso resta in terza divisione.
Il giorno dopo, Roland, sponsor principale del Geel, porta al tribunale di prima istanza di Turnhout la sentenza della federcalcio. Il 14 settembre, il tribunale di Turnhout dichiara che il Geel deve essere promosso in seconda divisione; di fronte a questa decisione, il comitato esecutivo della federcalcio si è riunito nello stesso giorno ed ha deciso di accettare, seppur provvisoriamente, la decisione di mantenere in seconda divisione il Geel.
In seguito si è deciso di mantenere entrambe le squadre in seconda divisione per la stagione 2007-2008.

### 2008-2009: La EXQI League
In occasione della stagione 2008-2009, il campionato prese il nome di EXQI League a seguito di un accordo di sponsorizzasione firmato con la società Alfacam. La società si era impegnata a trasmettere le partite in diretta senza però pagare nessun diritto d'immagine ai club belgi.
L'accordo venne raggiunto in seguito alla riorganizzazione della Jupiler Pro League, che aveva privato i club di seconda divisione di una grande parte dei diritti percepiti gli altri anni. L'obiettivo da parte dei dirigenti delle squadre della Division 2 era quello di ridare visibilità al campionato e ai club ma l'esperienza ebbe vita breve. A seguito di uno scarso ritorno pubblicitario i club si videro costretti a terminare l'accordo con la Alfacam e a partire dall'ottobre del 2010 la denominazione EXQI League non venne più utilizzata.

### 2012-2013: L'accordo con Belgacom
Il 16 agosto 2012, con un comunicato ufficiale la società di telecomunicazioni Belgacom annuncia la sua collaborazione come sponsor principale della Division 2 a partire dalla stagione 2012-2013. L'accordo prevedeva la diretta di due incontri di ogni giornata del campionato che prese il nome ufficiale di Belgacom League. A partire dalla stagione 2014-2015 a seguito del cambiamento del nome della società in Proximus il campionato assume il nome di Proximus League.

### 2016-2017: La riforma a 8 squadre
Il 1º giugno 2015 un'apposita commissione di studi della URBSFA ha votato l'accettazione della riforma del calcio belga, con l'obiettivo di limitare la seconda serie a 8 squadre dalla stagione 2016-2017, in maniera tale da avere 24 squadre professioniste: 16 squadre della Jupiler Pro League e 8 squadre della Proximus League (o Division 2).
Nella stagione 2016-2017 la Tweede klasse è stata rinominata Division 1B pur mantenendo il nome di Proximus League, mentre la Division 1 (o Jupiler Pro League) è stata rinominata Division 1A.
Al termine della stagione 2015-2016, a cui partecipano 17 squadre, la prima classificata è stata promossa in Jupiler Pro League, mentre le squadre classificate dal 9º al 17º posto sono state retrocesse in terza serie.

### CPL
A partire dalla stagione 2016-2017 il campionato vedeva 8 partecipanti. La formula era evidentemente troppo limitante, e terminata l’epidemia di COVID si procedette all’espansione contestualmente all’apertura alle squadre riserve e al rebranding di tutti i tornei della Lega calcio. Nel 2023 si restaurò un normale torneo a 16 squadre tra cui le migliori riserve della massima serie.

## Formato
Il campionato, composto da sedici squadre, si articola in trenta partite. Ogni squadra affronta le altre in partite di andata e ritorno, e le prime due vanno in massima serie. Un altro posto è appannaggio del playoff a quattro sfidanti. Le ultime due hanno la retrocessione in terza serie. 

## Partecipanti stagione 2024-2025
| Squadra        | Città        | Stadio                            | Capacità |
| -------------- | ------------ | --------------------------------- | -------- |
| Club NXT       | Bruges       | Schiervelde Stadion               | 8.340    |
| Deinze         | Deinze       | Burgemeester Van de Wiele Stadion | 7.515    |
| Eupen          | Eupen        | Kehrweg Stadion                   | 8.363    |
| Francs Borains | Boussu       | Stade Robert Urbain               | 6.000    |
| Jong Genk      | Genk         | Luminus Arena                     | 24.956   |
| La Louvière    | La Louvière  | Stade du Tivoli                   | 13.500   |
| Lierse         | Lier         | Herman Vanderpoortenstadion       | 14.538   |
| Lokeren-Temse  | Lokeren      | Daknamstadion                     | 12.136   |
| Lommel         | Lommel       | Soevereinstadion                  | 8.000    |
| Patro Eisden   | Maasmechelen | Gemeentelijk Sportparkstadion     | 5.500    |
| RFC Liegi      | Liegi        | Stade de Rocourt                  | 8.000    |
| RSCA Futures   | Anderlecht   | Stade Roi Baudouin                | 50.093   |
| RWDM47         | Bruxelles    | Stadio Edmond Machtens            | 12.226   |
| Seraing        | Seraing      | Stade du Pairay                   | 8.207    |
| SK Beveren     | Beveren      | Freethiel Stadion                 | 8.190    |
| Zulte Waregem  | Waregem      | Regenboogstadion                  | 12.414   |

## Albo d'oro

### 1974 - presente
| Stagione  | Vincitore            | Altre promozioni        |
| --------- | -------------------- | ----------------------- |
| 1974-1975 | Malines              | La Louvière             |
| 1975-1976 | Genk                 | Kortrijk                |
| 1976-1977 | Boom                 | La Louvière             |
| 1977-1978 | Genk                 | Berchem                 |
| 1978-1979 | Cercle Bruges        | KSC Hasselt             |
| 1979-1980 | Gent                 | Kortrijk                |
| 1980-1981 | Tongeren             | Malines                 |
| 1981-1982 | Sérésien             | Beerschot               |
| 1982-1983 | Malines              | Beringen                |
| 1983-1984 | Sint-Niklase         | Racing Jet Bruxelles    |
| 1984-1985 | RWD Molenbeek        | Charleroi               |
| 1985-1986 | Berchem              | Racing Jet Wavre        |
| 1986-1987 | Sint-Truiden         | Genk                    |
| 1987-1988 | Malines              | Lierse                  |
| 1988-1989 | Germinal Ekeren      | Gent                    |
| 1989-1990 | RWD Molenbeek        | Genk                    |
| 1990-1991 | KSK Beveren          | Eendracht Aalst         |
| 1991-1992 | KFC Lommel           | Boom                    |
| 1992-1993 | Sérésien             | Ostenda                 |
| 1993-1994 | Sint-Truiden         | Eendracht Aalst         |
| 1994-1995 | Waregem              | Sporting West Harelbeke |
| 1995-1996 | Lokeren              | R.E. Mouscron           |
| 1996-1997 | KSK Beveren          | Westerlo                |
| 1997-1998 | Ostenda              | Kortrijk                |
| 1998-1999 | Malines              | Geel-Meerhout           |
| 1999-2000 | Anversa              | La Louvière             |
| 2000-2001 | KFC Lommel           | RWD Molenbeek           |
| 2001-2002 | Malines              | Mons                    |
| 2002-2003 | Cercle Bruges        | Beringen-Heusden-Zolder |
| 2003-2004 | Brussels             | Ostenda                 |
| 2004-2005 | Zulte Waregem        | Roeselare               |
| 2005-2006 | Mons                 |                         |
| 2006-2007 | Dender               | Malines                 |
| 2007-2008 | Kortrijk             | Tubize-Braine           |
| 2008-2009 | Sint-Truiden         |                         |
| 2009-2010 | Lierse               | Eupen                   |
| 2010-2011 | OH Lovanio           | Lommel Utd              |
| 2011-2012 | Charleroi            | Waasland-Beveren        |
| 2012-2013 | Ostenda              |                         |
| 2013-2014 | Westerlo             | Mouscron-Péruwelz       |
| 2014-2015 | Sint-Truiden         | OH Lovanio              |
| 2015-2016 | White Star Bruxelles | Eupen                   |
| 2016-2017 | Anversa              |                         |
| 2017-2018 | Cercle Bruges        |                         |
| 2018-2019 | Malines              |                         |
| 2019-2020 | Beerschot VA         | OH Lovanio              |
| 2020-2021 | Union Saint-Gilloise | Seraing                 |
| 2021-2022 | Westerlo             |                         |
| 2022-2023 | RWDM47               |                         |
| 2023-2024 | Beerschot VA         | Dender                  |
| 2024-2025 |                      |                         |

### Vittorie per squadra
| Squadra              | Vittorie | Stagione                                                                    |
| -------------------- | -------- | --------------------------------------------------------------------------- |
| Malines              | 7        | 1925-1926, 1927-1928, 1962-1963, 1982-1983, 1998-1999, 2001-2002, 2018-2019 |
| Sint-Truiden         | 4        | 1986-1987, 1993-1994, 2008-2009, 2014-2015                                  |
| Cercle Bruges        | 3        | 1978-1979, 2002-2003, 2017-2018                                             |
| Genk                 | 2        | 1975-1976, 1977-1978                                                        |
| Sérésien             | 2        | 1981-1982, 1992-1993                                                        |
| RWD Molenbeek        | 2        | 1984-1985, 1989-1990                                                        |
| KSK Beveren          | 2        | 1990-1991, 1996-1997                                                        |
| Lommel               | 2        | 1991-1992, 2000-2001                                                        |
| Ostenda              | 2        | 1997-1998, 2012-2013                                                        |
| Anversa              | 2        | 1999-2000, 2016-2017                                                        |
| Malines              | 2        | 1974-1975, 1987-1988                                                        |
| Westerlo             | 2        | 2013-2014, 2021-2022                                                        |
| Beerschot VA         | 2        | 2019-2020, 2023-2024                                                        |
| Boom                 | 1        | 1976-1977                                                                   |
| Gent                 | 1        | 1979-1980                                                                   |
| Tongeren             | 1        | 1980-1981                                                                   |
| Sint-Niklase         | 1        | 1983-1984                                                                   |
| Berchem              | 1        | 1985-1986                                                                   |
| Germinal Ekeren      | 1        | 1988-1989                                                                   |
| Waregem              | 1        | 1994-1995                                                                   |
| Lokeren              | 1        | 1995-1996                                                                   |
| Brussels             | 1        | 2003-2004                                                                   |
| Zulte Waregem        | 1        | 2004-2005                                                                   |
| Mons                 | 1        | 2005-2006                                                                   |
| Dender               | 1        | 2006-2007                                                                   |
| Kortrijk             | 1        | 2007-2008                                                                   |
| Lierse               | 1        | 2009-2010                                                                   |
| OH Lovanio           | 1        | 2010-2011                                                                   |
| Charleroi            | 1        | 2011-2012                                                                   |
| White Star Bruxelles | 1        | 2015-2016                                                                   |
| Union Saint-Gilloise | 1        | 2020-2021                                                                   |
| RWDM47               | 1        | 2022-2023                                                                   |